# Hanna Maljar
Hanna Vasylivna Maljar (Oekraïens: Ганна Василівна Маляр) (Kiev, 28 juli 1978) is een Oekraïense advocaat en onderwijzer die sinds 2021 als een van de verschillende ministers van Defensie onder premier Denys Sjmyhal diende.
Maljar studeerde af aan de internationale universiteit van Kiev en was docent aan hetzelfde instituut voordat ze voor de staat ging werken. Op 4 augustus 2023 werd ze benoemd tot viceminister van Defensie.